# Boris Michailowitsch Konopljow

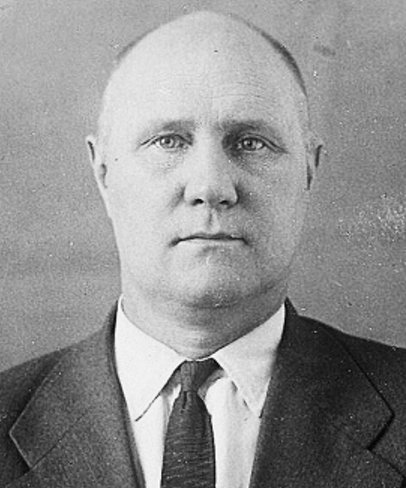
B. M. Konopljow

Boris Michailowitsch Konopljow (russisch Борис Михайлович Коноплёв, in englischer Transliteration Boris Michailovich Konoplev, * 2. Novemberjul. / 15. November 1912greg. in Sankt Petersburg; † 24. Oktober 1960 auf dem Kosmodrom Baikonur) war ein sowjetischer Raketeningenieur.

## Leben
Boris Michailowitsch Konopljow wurde am 15. November 1912 in Sankt Petersburg geboren. Er trug von Anfang an den Namen seiner Mutter Lidija Wassiljewna Konopljowa (geb. 1891, 1937 der Vorbereitung eines Attentats auf Lenin beschuldigt und hingerichtet, 1960 posthum rehabilitiert), sein Vater Michail Uschmarow verschwand 1919 aus der Familie.
Bereits im Alter von vierzehn Jahren beschäftigte sich Konopljow mit Amateurfunk. 1931 absolvierte er das Moskauer polytechnische Podbelski-Institut und besuchte 1932 einen einjährigen Kurs für Ingenieure und Lehrkräfte zur Funktechnik. Anschließend arbeite er zwei Jahre lang als Ingenieur und Dozent im fernen Osten, in Chabarowsk und Wladiwostok.
Von 1934 bis 1935 war er Leiter und Mechaniker der Polarstation Leskino an der Karasee, im Mündungsbereich des Jenissei, und ab 1936 zuständig für die Kommunikation der Polarfliegerei.
1937 begann er ein Studium an der physikalischen Fakultät der Moskauer Universität, musste aber wegen der Repressalien gegen seine Mutter nach dem ersten Studienjahr abbrechen, so dass er weitere Vorlesungen nur als Gasthörer besuchen konnte. Ab 1939 leitete er das Labor des Instituts für theoretische Geophysik (Institutsleiter war Otto Juljewitsch Schmidt) und erzielte wichtige Fortschritte in der Funkkommunikation für den Einsatz in der Arktis und auf der Nordmeer-Route. Nach Beginn des Zweiten Weltkrieges wurde das Institut nach Swerdlowsk evakuiert und 1943 wurde Konopljow mit seinen Laborpersonal an das Forschungsinstitut NII-20 abkommandiert, an dem bereits der bedeutende Funktechniker Michail Sergejewitsch Rjasanski tätig war. Ab 1946 arbeitete er unter Rjasanski an Funksteuerungssystemen für Langstreckenraketen, insbesondere für die R-5 und ab 1950 auch für die R-7. (Mit einer Variante dieser Rakete startete 1957 der Sputnik 1 ins All.)
1959 ernannte das Zentralkomitee der KPdSU Konopljow zum Chefkonstrukteur des OKB-692 in Charkow.
Konopljow zählt zu den Opfern der Nedelin-Katastrophe, eines fehlgeschlagenen Raketentests auf dem Kosmodrom Baikonur am 24. Oktober 1960, sein Grab befindet sich in Charkow.

## Ehrungen
- 1946 wurde Konopljow mit dem Stalinpreis ausgezeichnet.[1]
- Am 20. April 1956 erhielt er den Leninorden.[1]
- Am 18. Februar 1959 wurde ihm ohne Verteidigung einer Dissertation als aktivem Mitwirkenden bei der Entwicklung künstlicher Erdsatelliten der Grad eines Doktors der technischen Wissenschaften verliehen.[1]
- Im Jahre 1991 benannte die IAU den Mondkrater Konoplev offiziell nach Boris Michailowitsch Konopljow.[5]